# Coleophora digrammella
Coleophora digrammella é uma espécie de mariposa do gênero Coleophora pertencente à família Coleophoridae.